# Jeziora Zbąszyńskie
Jeziora zbąszyńskie – tzw. pojezierze zbąszyńskie, ciąg jezior w tzw. Bruzdzie Zbąszyńskiej (315.44) pomiędzy Pojezierzem Łagowskim a Pojezierzem Poznańskim. Przepływa przez nie, płynąca na północ, rzeka Obra.
Wszystkie położone są w obrębie jednego makro- i mezoregionu: makroregion Pojezierze Lubuskie, mezoregion Bruzda Zbąszyńska.
Pod względem administracyjnym jeziora położone są w powiecie wolsztyńskim, gmina Siedlec (Kopanickie, Wielkowiejskie, Chobienickie i Grójeckie) oraz w powiecie nowotomyskim, gmina Zbąszyń (Nowowiejskie i Zbąszyńskie).
Jeziora: Kopanickie, Wielkowiejskie, Chobienickie i Grójeckie należą do rybackiego typu jezior linowo-szczupakowych: są płytkie, zamulone i silnie zarośnięte. Jezioro Nowowiejskie nie ma zbyt wyraźnie określonego typu rybackiego – ma charakter zbliżony do typu rzecznego i rybackiego typu jezior leszczowych. Jezioro Błędno z kolei należy do typu jezior sandaczowych – jezior płytkich, z brzegami gęsto porośniętymi trzciną i nieco słabiej rozwiniętymi łąkami podwodnymi. Na jeziorach prowadzona jest gospodarka rybacka.
| Nazwa jeziora        | Powierzchnia [ha] | Objętość [tys. m³] | Głębokość [m] (śred/maks) | Długość linii brzegowej [m] | Powierzchnia zlewni całkowitej (z jeziorem) [km²] | Współrzędne geograficzne szerokość/długość | Wpływa                                                  | Wypływa                               |
| Kopanickie           | 37,4              | 674,1              | 1,8 / 2,8                 |                             |                                                   | 52º08’ / 15º55’                            | Obra                                                    | Obra do j. Wielkowiejskiego           |
| Wielkowiejskie       | 78,3              | 1.555,0            | 2,0 / 2,9                 |                             | 854,0                                             | 52º08’ / 15º54’                            | Obra z j. Kopanickiego, rów z (j. Wąchabno)             |                                       |
| Chobienickie         | 230,3             | 4.193,1            | 1,8 / 3,4                 |                             | 921,6                                             | 52º09’ / 15º54’                            | Obra z j. Wielkowiejskiego, Rów Grabarski               | Obra do j. Grójeckiego                |
| Grójeckie            | 70,5              | 1.302,7            | 1,9 / 5,6                 |                             | 1.142,3                                           | 52º11’ / 15º54’                            | Obra z j. Chobienickiego, rzeka Szarka, rów z j. Mączne | Obra do j. Nowowiejskiego             |
| Nowowiejskie         | 31,0              | 450,0              | 1,5 / 2,0                 | 2.650,0                     | 1.146,0                                           | 52º12’ / 15º54’                            | Obra z j. Grójeckiego                                   | Obra do j. Błedno                     |
| Błędno (Zbąszyńskie) | 742,5             | 26.178,7           | 3,5 / 9,6                 | 18.540,0                    | 1.290,7                                           | 52º14’ / 15º54’                            | Obra, rów z Perzyn                                      | Obra, rów miejski I i II, rów z Dąbek |